# كلية أكسفورد الدولية (تشانغتشو)
كلية أكسفورد الدولية هي كلية دولية خاصة تقع في تشانغتشو، الصين.

## الروابط الخارجية
1. ↑  "An Oxford in Changzhou? International Schools Spread Across China". Reuters. 13 يناير 2013. مؤرشف من الأصل في 2015-11-22. اطلع عليه بتاريخ 2013-08-20.

الموقع الرسمي